# El Puig
El Puig település Spanyolországban, Valencia tartományban. El Puig Albalat dels Tarongers, Náquera, La Pobla de Farnals, Puçol, Rafelbunyol és Sagunt községekkel határos. Lakosainak száma 9367 fő (2024).

## Népesség
A település népessége az utóbbi években az alábbiak szerint változott:
| Lakosok száma | 7249 | 7851 | 8197 | 8670 | 9030 | 8883 | 8618 | 8630 | 8792 | 9367 |
|               | 2001 | 2004 | 2007 | 2009 | 2012 | 2014 | 2017 | 2019 | 2022 | 2024 |